# Di Yudishe biblioṭeḳ
Di Yudishe biblioṭeḳ (= Idishe bibliotek: a liṭerarish-populer-ṿisenshafṭlikher zshurnal) war eine durch Jizchok Leib Perez (1852–1915) redigierte und herausgegebene Zeitschrift, die von 1891 bis 1904 erschien. In ihr wurde eine breite Palette von Artikeln zu säkularen Themen, einschließlich der Wissenschaft, veröffentlicht. Sie erschien in Warschau. 
Die ersten zwei Nummern erschienen 1891, die dritte Ausgabe 1895, danach erschien die Zeitschrift häufiger.